# Геннадий (Лакомкин)
Епископ Геннадий (в миру Георгий Иванович Лакомкин; 8 [20] января 1866, Большая Золотилова, Костромская губерния — 1933) — епископ Древлеправославной Церкви Христовой (старообрядцев, приемлющих белокриницкую иерархию), епископ Донской. Старший брат епископа Геронтия (Лакомкина).

## Биография
Родился в деревне Большоя Золотилова в Золотиловской области Нерехтского уезда Костромской губернии (в настоящее время — село Золотилово Вичугского района Ивановской области). Согласно семейному сказанию, родоначальником фамилии был старообрядец Ияков. Согласно семейному сказанию, он всегда носил мешочек, называемый «лакомка», в котором были гроши и копеечки, подавая милостыню нищим и одаривая детей. За то, что он носил этот мешочек не только по праздникам, как это делали многие в то время, но ежедневно, его называли Лакомка, а его сыновей Парфения и Герасима — Лакомкины. Отец, Иоанн Григорьевич, родился 31 декабря 1844 года. В возрасте 17—18 лет родители женили его на благочестивой, образованной, скромной и красивой девушке из Васильково, Манефе Дмитриевне. Вскоре после этого Ивана Григорьевича пригласили в Москву, и после обучения поставили священником в Золотилово. В молодости отец Иоанн столкнулся с множеством различных препятствий: гонениями, раздорами внутри церкви, завистью, житейскими трудностями. Приход его в начале был малый и бедный. В семье было пять сыновей и одна дочь, двое сыновей умерли в младенчестве, один из сыновей, самый младший, Иван, был глухонемой. По будням семья занималась крестьянской работой, по праздникам собирались гости. Часто читали вслух Златоуст и Четь-минеи, а также другие святые книги. Дети присутствовали при чтении и потом пересказывали и объясняли услышанное.
Отец Иоанн умер 25 июля 1887 года от чахотки, развившейся у него в ещё молодом возрасте. До последнего дня он не оставлял работу и служение. Крестьянские работы падали на матушку Манефу и малолетних детей.
Матушка Манефа дожила до глубокой старости. В 1900 году у неё открылась чахотка, и врачи сочли, что ей осталось жить несколько часов. В ночь, когда, по предсказанию врачей, она должна была умереть, сиделки застали её молящейся. После этого матушка Манефа поправилась и прожила ещё 15 лет.
В восемнадцать лет Георгия женили на девице Ольге, родом из Кинешмы. На втором году супружества он уехал в село Елесино (ныне Нижегородской области), где обучался знаменному пению у епископа Нижегородского Кирила (Мухина). Потом был определён в торговлю к одному старообрядцу села Кохмы.
После смерти о. Иоанна Лакомкина, Община села Золотило избрала священником Георгия Лакомкина. В иереи был рукоположен епископом Кирилом Нижегордским около 1891 года.
Положил немало трудов для налаживания богослужебной жизни в Общине села Золотило. Вёл активную проповедническую деятельность. Даже под угрозой быть избитым, он проводил много бесед среди старообрядцев других согласий.
20 сентября 1899 года скончалась супруга отца Георгия. Ему было около 33 лет. На руках остались трое детей: семилетняя дочь Мария и сыновья Иван и Александр — пяти и трех лет.
Прослужил в священническом сане 19 лет — в селе Золотило. Был возведён в протоиереи.
25 августа 1909 года избран кандидатом в епископы на Донскую епархию.
2 сентября 1910 года епископом Иннокентием (Усовым) пострижен в иноки с наречением имени Геннадий.
Хиротония во епископы была совершена 8 сентября 1910 года архиепископом Иоанном (Картушиным) в сослужении епископов Александра (Богатенкова), Ионы (Александрова) и Иннокентия (Усова) в Покровском Соборе на Рогожском кладбище в Москве. 10 октября 1910 года владыка Геннадий прибыл в свою епархию в Новочеркасск.
В его епархии было более 90 приходов. Он ежегодно все их объезжал. Во время таких поездок к старообрядческой Церкви присоединялось немало беглопоповцев. Ежегодно проводились епархиальные собрания. Как и в родном приходе, в епархии все было поставлено образцово. Донская епархия считалась примерной.
В 1917 году организовал епархиальный съезд Донской епархии, на котором была принята резолюция о полной поддержке Временного Правительства. В этом же году, в мае, в Новочеркасске впервые был совершён Крестный ход с молебном на Соборной площади города, что стало знаковым событием для старообрядцев епархии.
Епархиальный съезд 1918 года принял постановлении о неприятии Советской власти. Впоследствии, почти все участники этого собрания были репрессированы.
В 1921 году в Новочеркасске был арестован за укрытие церковных ценностей. Был оправдан.
В 1926 году на Освященном Соборе, проходившем в Москве с 5 по 14 сентября, епископу Геннадию было поручено временное управление Кавказской епархией, в связи уходом на покой по болезни и преклонному возрасту епископа Кавказского Феодосия (Монокова).
В 1927 году на Освященном Соборе управление Кавказской епархией было продлено ещё на один год.
28 июня 1932 года арестован Новочеркасским ОГПУ за то, что «занимался антисоветской агитацией и группировкой, распространял провокационные слухи с целью подрыва Советской власти». Решением заседания Тройки при ПП ОГПУ СКК и ДССР от 23 марта 1933 года епископ Геннадий за преступления, предусмотренные ст. 58 п. 10 УК был приговорён к расстрелу. Сведений о приведении приговора в исполнение и месте захоронения не имеется.
По заключению прокуратуры Ростовской области от 30 июня 1989 года, согласно ст. 1 Указа Президиума Верховного Совета СССР от 16 января 1989 года «О дополнительных мерах по восстановлению справедливости в отношениях жертв репрессий, имевших место в период 30-40-х и начала 50-х годов», владыка Геннадий был реабилитирован.